# Житлова кімната

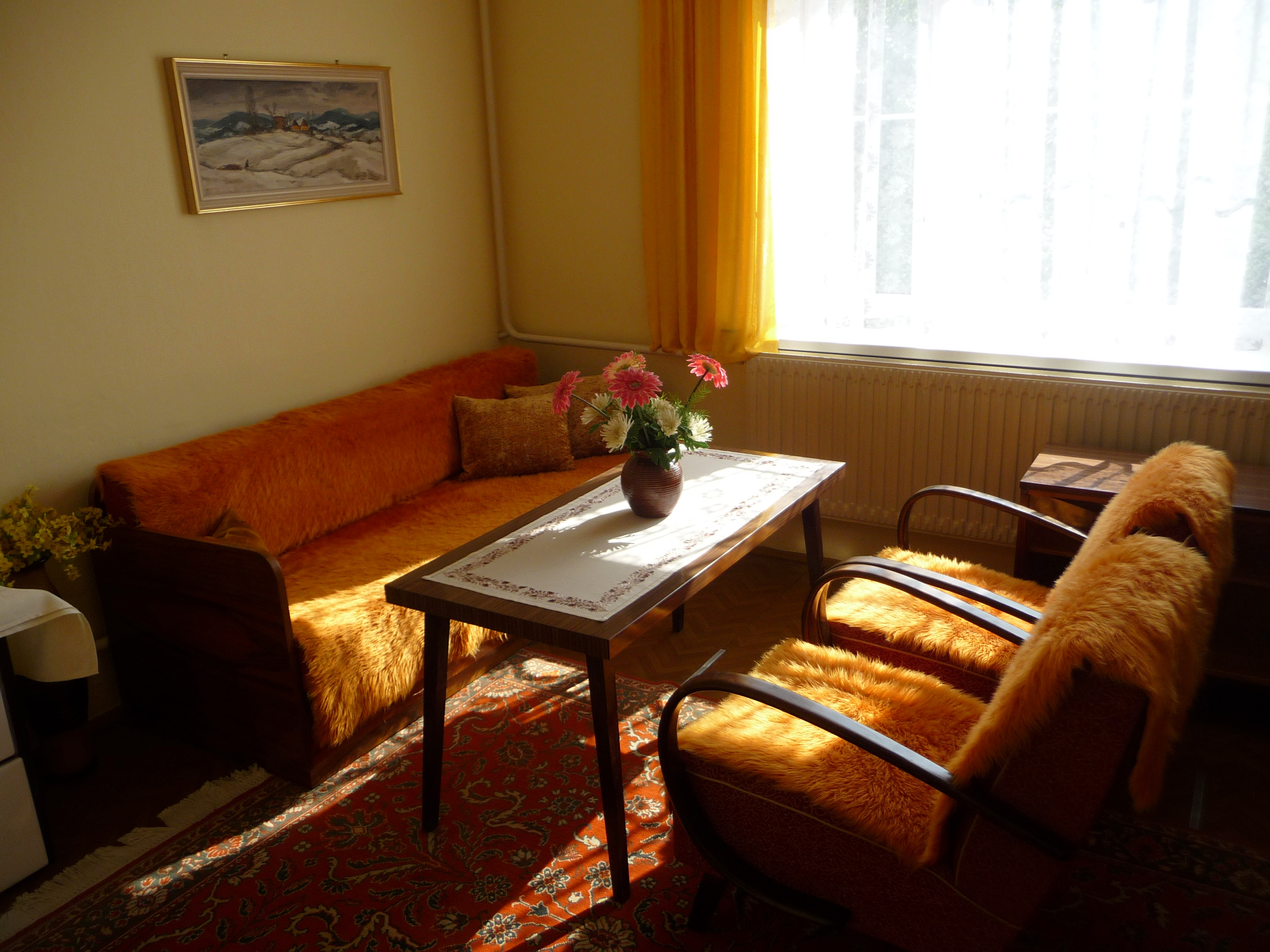
Житлова кімната.

Житлова́ кімна́та — частина квартири, відокремлена від інших приміщень (кімнат) перегородками (внутрішніми стінами), призначена проживання, відпочинку тощо.
До числа житлових кімнат не включаються кухні, коридори, ванні кімнати, комори та інші підсобні приміщення квартири чи будинку.
Житлова кімната зазвичай є головним і найпросторішим приміщенням квартири/будинку. В ній розташовується вся сім'я при загальних заходах, приймають гостей і вона ж прилаштовується, при потребі, під спальню та інше. Тому розташуванню та набору меблів у ній зазвичай теж приділяють особливу увагу. Меблі для сидіння обирають такі, щоб вони бути придатні і для сну.